# Götz Werner
Götz Wolfgang Werner (ur. 5 lutego 1944 w Heidelbergu, zm. 8 lutego 2022 w Stuttgarcie) – niemiecki przedsiębiorca, założyciel największej w Niemczech sieci drogerii DM Drogerie Markt.

## Życiorys
Po odbyciu praktyki jako aptekarz w Konstancji rozpoczął pracę w aptece ojca – „Drogerie Werner” w Heidelbergu. Jednak jego pomysły biznesowe nie były pozytywnie postrzegane przez ojca. W 1969 roku opuścił więc rodzinny Heidelberg i zatrudnił się w „Drogerie Roth” w Karlsruhe. Tam również był postponowany z własnymi poglądami na zarządzanie. Po latach wspominając początki kariery mówił o powstałej wówczas osobistej życiowej maksymie – „trwałego, konstruktywnego niezadowolenia z zastanych warunków i wynikającej z niej woli zmian” – jako kluczowej w późniejszym sukcesie dm-drogerie markt. Latem 1973 roku w Karlsruhe otworzył własny mały sklep z kosmetykami. Niedługo potem pozyskał inwestora na jego rozwój w osobie Günthera Lehmanna prowadzącego wówczas rodzinną sieć sklepów spożywczych pod nazwą „Pfannkuch”. Rozkwit gospodarczy RFN w latach 70. XX wieku i zaproponowany przez Wernera nowy model drogerii poszerzonej o produkty FMCG spowodował, że w ciągu dwudziestu lat od powstania DM Drogerie Markt udało się stworzyć sieci sklepów w kilkunastu krajach Europy Środkowej. Do 1993 roku firma była obecna na rynkach Niemiec, Austrii, Węgier, Słowenii, dwa lata później również w Słowacji. Pod koniec drugiej dekady XXI w. DM Drogerie Markt miała sieć sklepów już w 13 krajach, a w połowie 2021 roku ogłosiła wejście do Polski. Przez 35 lat od powstania pierwszego sklepu Götz Werner nieprzerwanie stał na czele firmy, następnie przekazał stanowisko dyrektora operacyjnego najstarszemu synowi Christophowi Wernerowi. W radzie nadzorczej DM pozostawał do 2019 roku pełniąc funkcje doradczą. W 2013 roku niemiecki miesięcznik „Manager Magazin” szacował majątek Götza Wernera na 1,1 miliarda euro, co dawało mu 109. pozycję w rankingu najzamożniejszych Niemców, publikowanym co roku przez pismo. W latach 2003–2010 kierował Instytutem Przedsiębiorczości w Karlsruher Institut für Technologie sprawując funkcję profesora, od 2011 roku patronował Instytutowi Firm Rodzinnych IFF w Stuttgarcie.

### Zaangażowanie społeczne
Około 2005 roku zaangażował się w promocje idei bezwarunkowego dochodu podstawowego, Werner założył w tym celu stowarzyszenie „Przedsiębiorca Przyszłości”. W późniejszych latach oficjalnie poparł powstałą w 2016 roku przed wyborami parlamentarnymi przed ostatnią kadencją kanclerz Merkel, partię Das Bündnis Grundeinkommen (ang. The Alliance Basic Income, pol. Sojusz Dochodu Podstawowego), której jedynym postulatem było właśnie comiesięczne świadczenie dla wszystkich obywateli. Werner szacował je w ówczesnych warunkach w Niemczech na poziomie jednego tysiąca euro. Miałoby być ono finansowane z podatku od towarów i usług. Głównym powodem wprowadzenia świadczenia według Wernera jest kurczący się rynek pracy w wyniku globalizacji, cyfryzacji i automatyzacji produkcji i usług.

## Życie prywatne
Był dwukrotnie żonaty. Miał siedmioro dzieci.